# Kim Peyton

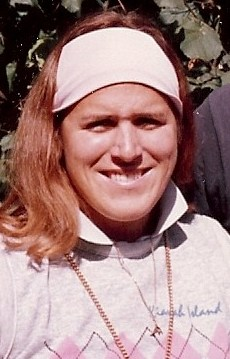
Kim McDonald (ca. 1984)

Kimberley „Kim“ Marie Peyton, nach Heirat Kimberley Marie McDonald, (* 26. Januar 1957 in Hood River, Oregon; † 13. Dezember 1986 in Stanford, Kalifornien) war eine Schwimmerin aus den Vereinigten Staaten, die 1976 Olympiasiegerin mit der 4-mal-100-Meter-Freistilstaffel wurde. Sie gewann fünf Goldmedaillen bei Panamerikanischen Spielen.

## Leben
Kim Peyton gewann bei den Panamerikanischen Spielen 1971 in Cali die Goldmedaille über 200 Meter Freistil vor der Kanadierin Angela Coughlan. Bei den Olympischen Spielen 1972 in München qualifizierte sich die 4-mal-100-Meter-Freistilstaffel der Vereinigten Staaten in der Besetzung Kim Peyton, Lynn Skrifvars, Jane Barkman und Ann Marshall für das Finale. Im Endlauf traten Sandy Nelson, Jenny Kemp, Jane Barkman und Shirley Babashoff an und gewannen in der Weltrekordzeit von 3:55,19 Minuten die Goldmedaille vor den Staffeln aus der DDR und aus der BRD. Die nur im Vorlauf eingesetzten Schwimmerinnen erhielten entsprechend der damals gültigen Regeln keine Medaille.
1973 fanden in Belgrad die ersten Schwimmweltmeisterschaften statt. Im Endlauf der 4-mal-100-Meter-Staffel unterbot die Staffel aus der DDR den Weltrekord der US-Staffel aus dem Vorjahr. Die Staffel aus den Vereinigten Staaten erhielt in Belgrad die Silbermedaille in der Aufstellung Kim Peyton, Kathy Heddy, Heather Greenwood und Shirley Babashoff. Bei den Panamerikanischen Spielen 1975 in Mexiko-Stadt gewann Peyton vier Goldmedaillen. Sie siegte über 100 Meter Freistil vor ihrer Landsfrau Jill Sterkel und über 200 Meter Freistil vor der Kanadierin Gail Amundrud. Peyton war auch Schlussschwimmerin der 4-mal-100-Meter-Freistilstaffel und der 4-mal-100-Meter-Lagenstaffel, die jeweils vor den Kanadierinnen gewannen. Bei den Olympischen Spielen 1976 in Montreal siegten über 100 Meter Freistil zwei Schwimmerinnen aus der DDR vor der Niederländerin Enith Brigitha, dahinter belegte Kim Peyton den vierten und Shirley Babashoff den fünften Platz. Die 4-mal-100-Meter-Freistilstaffel qualifizierte sich in der Besetzung Jill Sterkel, Wendy Boglioli, Jennifer Hooker und Kim Peyton mit der drittbesten Vorlaufzeit für das Finale. Im Endlauf schwammen Kim Peyton, Wendy Boglioli, Jill Sterkel und Shirley Babashoff in der Weltrekordzeit von 3:44,82 Minuten zur Goldmedaille vor den Staffeln aus der DDR und aus Kanada. Es war die einzige Goldmedaille für die Schwimmerinnen aus den Vereinigten Staaten bei diesen Olympischen Spielen. Der Weltrekord wurde zwei Jahre später bei den Schwimmweltmeisterschaften 1978 in West-Berlin von der Staffel der Vereinigten Staaten unterboten.
Kim Peyton schwamm zunächst für den David Douglas Swim Club in Portland, Oregon und später für das Schwimmteam der Stanford University. Sie gewann insgesamt vier Meistertitel der Amateur Athletic Union. Sie war kurz mit dem Wasserballspieler Drew McDonald verheiratet, die Ehe wurde aber geschieden. Kim Peyton starb kurz vor ihrem 30. Geburtstag an einem Hirntumor.
2024 wurde die 4-mal-100-Meter-Freistilstaffel von 1976 mit Shirley Babashoff, Wendy Boglioli, Kim Peyton und Jill Sterkel gemeinsam in die International Swimming Hall of Fame aufgenommen.